# 타추
타추(마카오어: tacho, 포르투갈어:  타슈[*], 광둥어: 大雜燴, 월병: daai6 zaap6 wui6 다이잡우이[*])는 코지두 아 포르투게자가 변형된 마카오 토생 포요리이다. 쇼리수 등의 포르투갈 소시지 대신 랍청 등 중국 소시지를, 순무 대신 흰무를 사용하며, 발리샹 등을 넣어 만들기도 한다.